# الجماعة الأحمدية في مصر
الأحمدية هي حركة دينية تنسب نفسها إلى الإسلام نشأت في شبه القارة الهندية. بالرغم من أن أول تواصل بين المصريين والأحمدية حدث أثناء حياة مؤسسها غلام أحمد القادياني إلا أن الحركة نشأت رسميًا عام 1922 تحت قيادة مرزا بشير الدين محمود خليفة القادياني. بدأت معارضة هذا المذهب تظهر في النصف الثاني من القرن العشرين، وزادت معارضة هذا المذهب في مصر في الآونة الأخيرة، ويبلغ عدد الأحمديين في مصر حوالي 50000 شخص

## تاريخ

### التواصل المبكر
وفقًا لتاريخ الأحمدية، فإن أقدم تواصل وقع بين المصريين والأحمديين الهنود وقع أثناء حياة غلام أحمد القادياني الذي انتشرت مؤلفاته بين النخب الدينية العربية مع بدايات القرن العشرين، وكذلك قد تم نشر بعض المراجعات عن كتابه (إعجاز المسيح) في العديد من الدوريات المصرية، وقد تم نشر واحدة من المراجعات والتي كانت انتقادًا لهذا المذهب بإسهاب في إحدى المجلات الهندية المعارضة للأحمدية، وذلك ردًا على كتابه (الهدى والتبصرة لمن يرى)، وفي عام 1902 عندما أمر غلام أحمد أتباعه بالامتناع عن تطعيم أنفسهم ضد الطاعون في الوباء الثالث انتقده مصطفى كامل باشا صاحب جريدة اللواء، فرد عليه القادياني في كتابٍ ألفه وسماه (مواهب الرحمن)

### ما بين الحربين العالميتين

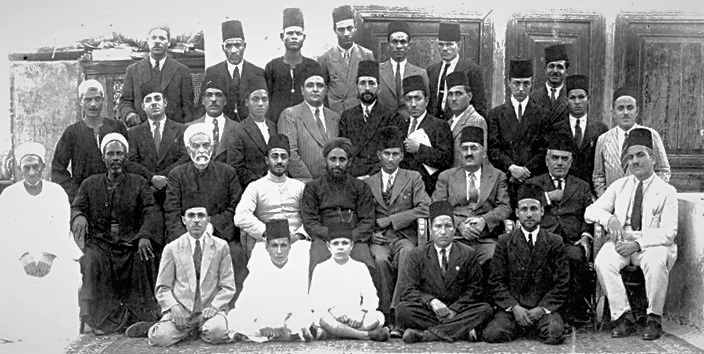
مجموعة من أوائل الأحمديين المصريين مع أبي العطا الجالاندهاري (في منتصف الصورة)، وعلى يمينه مرزا ناصر أحمد في القاهرة عام 1938

بدأ النشاط الأحمدي المنظم في مصر في بداية العقد الثالث من القرن العشرين عندما أرسل الخليفة الثاني للقادياني مرزا بشير الدين محمود العديد من المٌبشرين الأحمديين، مثل: سيد زين العابدين ولي الله شاه وجلال الدين شمس وأبي العطا الجالاندهاري إلى الشرق الأوسط، وقد تجول هؤلاء المبشرون في المدن والبلدان الرئيسية في الشرق الأوسط كالقاهرة لنشر التعاليم الأحمدية حيث وصل أحدهم إلى القاهرة عام 1922، وأبلغ عن بعض المتحولين إلى الأحمدية في وقتٍ لاحق. بحلول ذلك الوقت وصلت إلى العالم الإسلامي أخبار نجاح الحملات التبشيرية الأحمدية في أوروبا، وأحدثت هذي الأخبار حالة من الجدل خصوصًا بين الجماعات السلفية المبكرة في مِصر التي كان موقفها بين الأحمدية يتأرجح بين خلافها العقائدي الشديد مع الأحمدية من ناحية، وبين رغبتها في الترحيب بجهودها التبشيرية في أوروبا خلال فترة ما بين الحربين العالميتين من ناحيةٍ أخرى حيث بالرغم من رفضهم الشديد لعقيدة القادياني إلا أن الكُتاب السلفيين المُرتبطين بمحمد رشيد رضا ومجلته المنار قد كتبوا مُعبرين عن تقديرهم لدور الحركة الأحمدية في أوروبا وتحويل الكثير من الأوروبيين إلى الإسلام حيث كان هؤلاء الكتاب على علمٍ بالانقسام داخل الحركة، وأن مُعظم نشاط الأحمديين في أوروبا في ذلك الوقت يدعم الجماعة الأحمدية اللاهورية المُنشقة عن القاديانية حيث كانت هذه الحركة ترى غلام أحمد القادياني مُجددًا فقط كما عملت هذه الحركة على تقليل الخلافات الطائفية، فأصبح الخلاف بين هذه الجماعة وبعض الجماعات السلفية أقل مما هو عليه بين السلفيين وأتباع الأحمدية الرئيسيين. اعتبر مُحمدُ رشيد رضا زعيمَ الجماعة الأحمدية اللاهورية في مسجد شاه جهان خواجة كمال الدين من الأحمديين المُعتدلين، وتصالح بشكلٍ عام مع أتباع خواجة كمال الدين في مِصر. في عام 1923 مر خواجة كمال الدين ومفتي مسجد شاه جهان عبدُ المحيي وأحد البريطانين المُسلمين يُدعى البارون لورد هيدلي على مِصر أثناء طريقهم لأداء فريضة الحج، ورُحّب بهم كثيرًا، وقد نُظّمت لجان استقبال لهم في الإسكندرية والقاهرة وبورسعيد، واحتشد الكثيرون في محطات القطار لاستقبالهم، وأُلقيت خطبةٌ وأقيمت صلاةٌ في مسجد الحسين بعد صلاة الجمعة للترحيب بالمُسلمين البريطانيين كما أسموهم، وقد قامت الصحافة الإسلامية في مِصر بما فيهم مجلة المنار بتغطية الزيارة بشكلٍ إيجابي على الرغم من أن مُحمد رشيد رضا لم يتمكن من لقاء المجموعة بنفسه. بشكلٍ عام كان موقف محمد رشيد رضا من العقيدة الأحمدية من ناحية وعملها الديني في الهند وأوروبا من ناحية اُخرى متضاربًا، وعلى الرغم من ذلك، فقد رأى في النهاية أن الأحمديين التابعين لكلا الفرعين من أتباع الضلال إلا أنه عند وفاة خواجة كمال الدين مدحه، واعتبره أكبر داعٍ للإسلام في ذلك الوقت.